# Нам Ван (озеро)
Нам Ван (кит.南湾湖) — штучне озеро в Макао, Китай. Знаходиться в південній частині півострова Макао.
Площа озера 3,04 км². Біля озера дуже багато[скільки?] хмарочосів та інших[яких?] будівель. Також недалеко[де саме?] від озера є визначне місце[яке?]. Також тут є аквапарк. В озері є 4 острови. Через озеро пролягає два мости довжиною 410 м та 230 м.

## Історія
Колись озеро було частиною бухти, створеної, коли греблі частково перекрили бухту.
Це озеро хотіли закрити ще 1991 року для залучення більшого розвитку в Макао.

## Проект
Це один із найбільших приватних інвестиційних проектів, який здійснювався з липня 1991 року, і зараз завершено будівництво фундаменту. Проект охоплює 130 га, включаючи два штучні озера загальною площею 80 га та п'ять ділянок забудови. Чотири зони площею 1472500 квадратних метрів використовуються для будівництва будівель. Проект Nam Van Lakes включає інвестиції в розмірі 1 875 мільйонів доларів США і являє собою збільшення площі суші на півострові Макао в 20 разів

## Зображення
Озеро днем

Озеро вночі

## Джерело
https://www.gcs.gov.mo/files/spage/CFA7_E.html